# کادری (کلرادو)
کادری (به انگلیسی: Cowdrey) یک منطقهٔ مسکونی در ایالات متحده آمریکا است که در شهرستان جکسون، کلرادو واقع شده‌است. کادری ۲٬۴۱۳ متر بالاتر از سطح دریا واقع شده‌است.